# Kuma (ster)
Kuma (nu2 Draconis) is een dubbelster in het sterrenbeeld Draak (Draco).